# Setge de Bilbao (1835)
El Setge de Bilbao de 1835 fou una de les batalles de la primera guerra carlina.

## Antecedents
La rebel·lió va esclatar després de la convocatòria de les Corts el 20 de juny de 1833 quan el pretendent dom Carles, refugiat a Portugal es va negar a jurar lleialtat a Maria Cristina de Borbó-Dues Sicílies i l'1 d'octubre, recolzat per Miquel I de Portugal va reclamar el seu dret al tron. La revolta no va tenir el suport de l'exèrcit i la guerra començà el 6 d'octubre quan el general Santos Ladron de Cegama va prendre Logronyo, passant a Navarra per unir-se amb els revoltats, sent capturat a la batalla de Los Arcos i afusellat als pocs dies. A Catalunya, la rebel·lió de Josep Galceran a Prats de Lluçanès el 5 d'octubre va ser sufocada pel capità general Llauder.
La presència carlina quedà afeblida amb la campanya del liberal Pedro Sarsfield i Tomás de Zumalacárregui va assumir la direcció dels contingents navarresos el 15 de novembre, i dels bascos tres setmanes després, reactivant la rebel·lió al nord, organitzant l'exèrcit carlí, va capturar la Real Fábrica de Armas de Orbaiceta, provocant la substitució del general Valdés per Vicente Genaro de Quesada, qui va començar les represalies.
L'exèrcit liberal de José Ramón Rodil va tractar de destruir l'exèrcit de Zumalacárregui i arrestar Carles Maria Isidre de Borbó però després d'una desastrosa campanya es va veure obligat a renunciar al comandament per Manuel Lorenzo. Les tropes isabelines de Navarra no van ser capaces de contenir l'exèrcit de Zumalacárregui, que va capturar un comboi d'armes que anava de Burgos a Logronyo pel camí real.
Els isabelins perderen dos mil homes a l'acció de Dulantzi i l'acció d'Etxabarri, dels quals molts acabarien en les files carlines. Les comunicacions amb Bilbao, Sant Sebastià i Pamplona quedaren tallades, però foren derrotats a les batalles de Mendaza i Arquijas Sense poder destruir l'exèrcit liberal, la temptativa sobre Madrid quedà avortada i Jerónimo Valdés es va decidir a atacar Tomás de Zumalacárregui al seu reducte de la vall d'Amescoas amb 21.000 homes, la major mobilització de tropes cristines des de l'inici del conflicte.
Edward Granville Eliot va arribar el 25 d'abril a la vall de La Berrueza on s'havia retirat Tomás de Zumalacárregui des d'Amescoas i va aconseguir que els dos bàndols signessin el Conveni d'Eliot.
Després del desastre d'Artaza, Jerónimo Valdés es va retirar a la riba sud de l'Ebre, ordenant l'evacuació de les guarnicions isabelines entre Logronyo, Vitoria i Pamplona i la frontera francesa, obrint el camí a Zumalacárregui per conquerir el País Basc, ocupant Guipúscoa en poques setmanes tret de Sant Sebastià i Hondarribia, aconseguint nombroses peces d'artilleria, ocupant Eibar i el 2 de juny a Descarga va derrotar Espartero quan s'acostava per atacar-lo. Els bàndol carlí, liderat per Carles Maria Isidre de Borbó considerava essencial ocupar una ciutat important per incrementar seu el prestigi internacional, afeblir la moral de l'enemic i augmentar la pròpia, cosa que va decidir a l'estat major reunit a Durango a assetjar Bilbao, amb la desconfiança de Tomás de Zumalacárregui qui considerava aquesta operació un excessiu esforç material i de temps. Zumalacárregui pretenia ocupar Vitòria, més accessible i de camí de Castella sent la ruta de reforç dels liberals, i posteriorment avançar sobre Madrid amb 30.000 soldats.

## El setge
Zumalacárregui va obeir les ordres i va iniciar les operacions militars el 10 de juny de 1835
encerclant la ciutat i prenent poblacions properes com Abando, Banderas i Deusto sense oposició. Després de prendre les zones altes que volten la ciutat, es van tancar les sortides i va començar el setge el 13 de juny després de la negativa de la ciutat a la rendició.
Als dos dies d'iniciat el setge, des d'un punt d'observació carlina, en una inspecció de rutina, Zumalacárregui va rebre un tret a la cama que li va causar la mort dies més tard. Mort Zumalacárregui, Espartero i Luis Fernández de Córdova, amb altres oficials van decidir el 30 anar en auxili de la ciutat, aixecant el setge sense enfrontaments importants l'1 de juliol.

## Conseqüències
La retirada de Bilbao va ser un fracàs militar i polític, que va comportar la pèrdua del suport exterior i l'origen de tensions internes, i amb la mort de Tomás de Zumalacárregui el comandament de l'exèrcit carlí passà a mans de Francisco Benito Eraso.
Juan Antonio Guergué comandà una expedició a Catalunya amb intenció d'unificar les forces catalanes. El 8 d'agost del 1835 surt d'Estella al capdavant de 2.700 homes mentre el general Pastors, cap de l'exèrcit de Catalunya, va encomanar als generals Gurrea i Conrad la intercepció dels carlins.